# Akron (Alabama)
Akron város az USA Alabama államában, Hale megyében, melynek megyeszékhelye is. Lakosainak száma 225 fő (2020. április 1.).

## Népesség
A település népességének változása:
| Lakosok száma | 436  | 356  | 225  |
|               | 2007 | 2010 | 2020 |